# Тевау

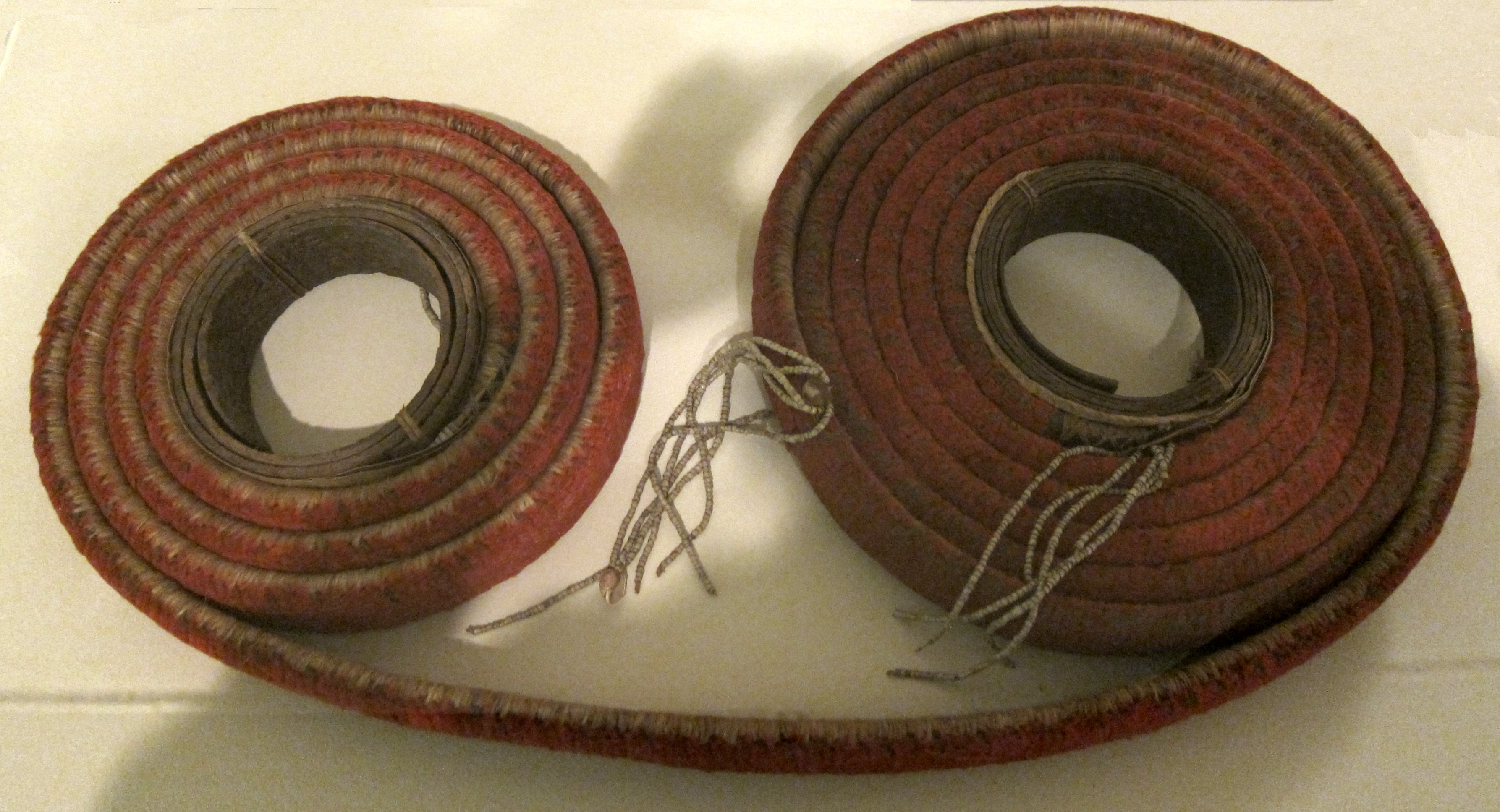
Тевау з художнього музею Гонолулу

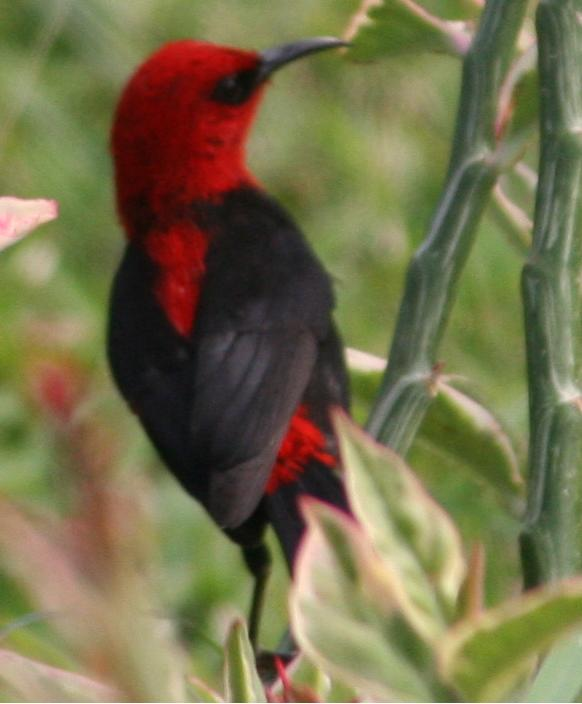
Самець Myzomela cardinalis, з червоного пір'я якого виготовлялися тевау

Тевау (tevau, tau) — гроші, що виготовлялися з  пір'я  птахів і використовувалися місцевим населенням  тихоокеанського  архіпелагу Санта-Крус, що належить  Соломоновим островам. Являють собою 10-метрову смугу з рослинних волокон, покриту червоним пір'ям  кардиналової мізомели Myzomela cardinalis (Gmelin, 1788), поверх жорсткого коричневого пір'я голуба. Смужка зберігалася згорнутою в подвійну котушку.
Тева виготовлялися тільки на островах Санта-Крус, але використовувалися в торгівлі з сусідніми архіпелагами, де добували пір'я птахів. Дане явище — це єдиний відомий випадок, коли валютна система суспільства ґрунтувалася на експлуатації диких птахів. До тевау місцеві племена користувалися грошима з черепашок молюсків або простим обміном (бартером). Тевау, ймовірно, не відразу виникли в якості грошей, а беруть свій початок з натільних ременів, які є ритуальним прикрасою — в подальшому замінивши попередню валюту. У Полінезії і меланезійців червоний колір був кольором богів і вождів (останні представлялися їх земними втіленнями).
Для зберігання тевау їх тримали в тканинних мішках на особливих платформах, які встановлювали над вогнищем, щоб дим захищав їх від вологи і  комах. Іноді для їх зберігання споруджувалися окремі приміщення, розташовані у видаленні від житлових будівель. Окремі тевау зберігалися понад 150 років, хоча червоне пір'я відносно швидко ставало тьмяним, втрачаючи свій первісний яскравий колір, і відвалювалося, в результаті чого котушка тевау втрачала у ціні.
Існувало як мінімум 11 видів тевау різного ступеня цінності, в залежності від їх яскравості і ступеня збереження забарвлення, розміру, а також ваги. Найдешевші тевау виготовлялися з чорних пір'їн мізомел. За них можна було придбати, наприклад, порося. Дорогі червоні тевау застосовувалися тільки при угодах з найбільшою вартістю — за них купувалися океанічні каное, дружини або повії — зазвичай таких дівчат купував вождь, щоб вони заробляли для нього гроші. На острові Ванікоро вартість дружини досягала ціни невеликого каное — 10 котушок тевау. На західних островах дружини коштували дорожче, тому що мали найкращі навички в рибалці, виготовленні каное і лазінні на фруктові дерева.
Ремесло виготовлення тевау передавалося по поколіннях від батьків до синів, хоча за певну плату в розмірі однієї котушки тевау або сотню кошиків з кокосами можна було пройти навчання. Майстрами, які виготовляють тевау, були обов'язково лісові (а не берегові) жителі, які користувалися особливою пошаною і повагою. У 1932 році з 1500 жителів Санта-Крус лише десять чоловік мали необхідні знання та вміннями. Тевау виготовлялися за допомогою особливих інструментів. Сам процес виготовлення супроводжувався ритуальними обрядами та піснями. Над створенням однієї котушки працювали три майстри, а сам процес її виготовлення займав близько року. Перший майстер займався ловом птахів і ощипуванням їх. Другий виготовляв пластинки («lendu»), приклеюючи на рослинні волокна пір'я голубів за допомогою рослинного соку. Необхідно створити 1500—1800 пластинок для створення однієї котушку тевау. Потім на котушку наклеювалося 50-60 тисяч маленьких пір'їнок. Потім пластинки відносили до третього майстра, який збирав їх воєдино, з метою сформувати практично 10-метрову стрічку і закрутити її у спіраль.
Відловом птахів займалися особливі мисливці, які після дотримання ритуального посту йшли в ліс і розставляли пастки, якими служили двометрові бамбукові палиці з прив'язаними до них невеликими гілочками. Гілку покривали липким соком японського паперового дерева. На верхівку палиці прив'язували живу мізомелу. Поки мисливці ховалися в засідці, дикі мізомели, приваблені до пастки, сідали на гілку і прилипали до неї. Іноді живого птаха-приманку замінювали на штучну, і тоді сам мисливець імітував пісню птиці. Далеко не всі пір'їни мізомел добували на островах Санта-Крус, так як на сусідніх островах також було безліч інших мисливців. Упаковані в половинки кокоса пір'їни були самостійною валютою, їх звозили також з інших островів для виготовлення тевау або обміну на різні товари. Для виготовлення одного тевау необхідно було обпатрати 400—600 самців кардиналової мізомели, адже червоне пір'я у них розташовуються тільки на голові, грудях і спині. За підрахунками, для виготовлення тевау в рік вбивали близько 20 тисяч самців.
Протягом XX століття, в зв'язку з активною місіонерською діяльністю європейців і широким впровадженням банкнот і монет, виготовлення тевау стало поступово зникати. В обіг на архіпелазі був введений австралійський фунт, який в 1966 році був замінений австралійським доларом, а в 1977 році — доларом Соломонових Островів. У ходу тевау були аж до 1970-х років. Останній майстер, який виготовляв їх, помер в 1980 році. В даний час мистецтво виготовлення тевау є втраченим.

#### Ресурси Інтернету
- Тевау, деньги из перьев • Вероника Самоцкая • Научная картинка дня на «Элементах» [Архівовано 8 липня 2018 у Wayback Machine.]
- British Museum — Feather money (tevau)
- Feather money, brought to Forrest's house at Nelua. Price of girl bought as teacher's wife [Архівовано 8 липня 2018 у Wayback Machine.]